# Không chung thủy

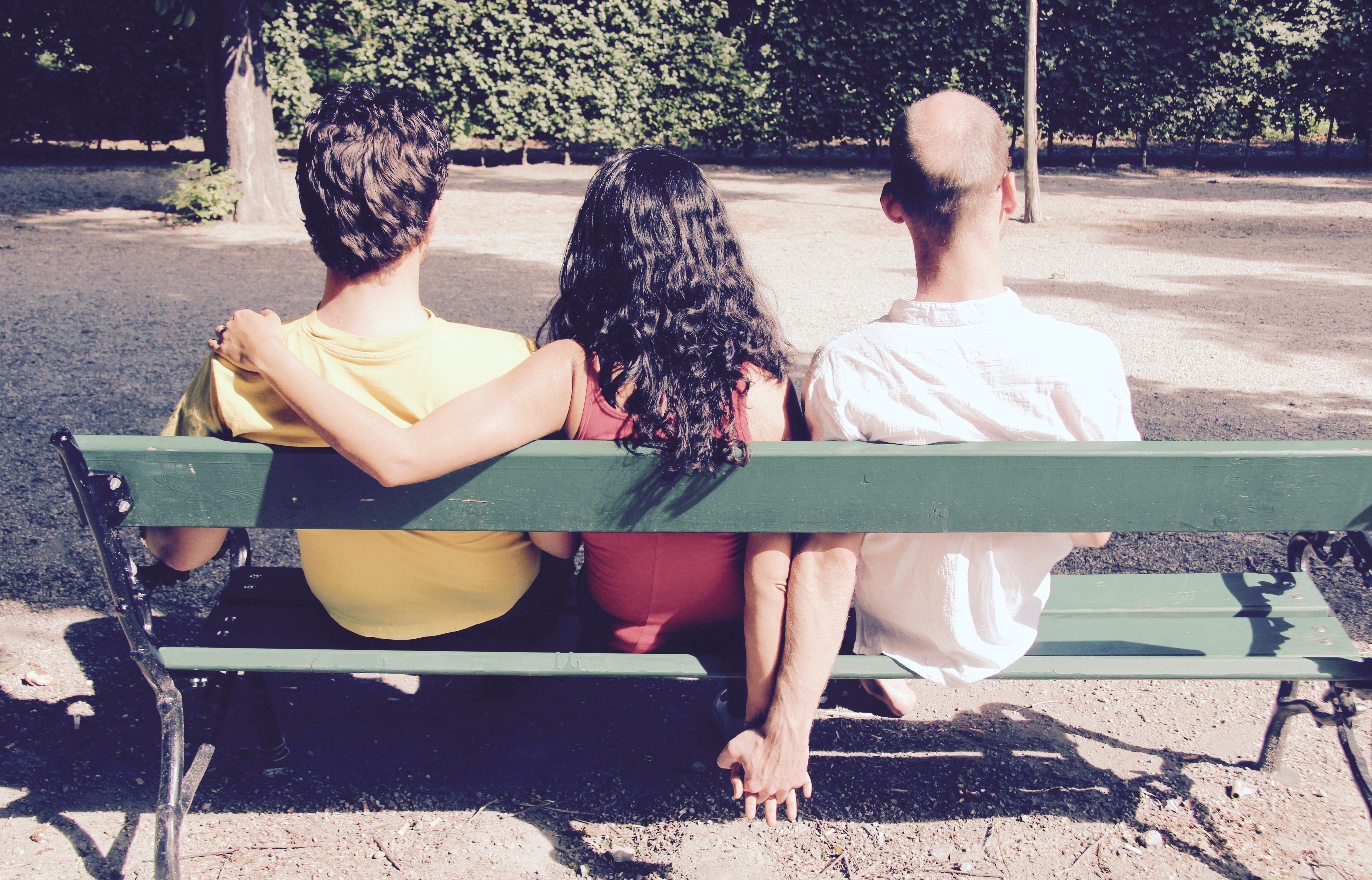

Không chung thủy (cũng gọi là không thủy chung, lừa dối, ngoại tình, phản bội, cắm sừng) là một khái niệm trong tình yêu và hôn nhân. Khái niệm này thể hiện bằng việc một người đã có quan hệ tình cảm (như người yêu, vợ chồng, bạn đời) với người khác ở một mức độ thân mật nhất định, nhưng lại phản bội họ bằng những hành động như lừa dối, ngoại tình, phá vỡ lòng tin hay gây tổn thương tình cảm.